# Atanasova Point
Der Atanasova Point (englisch; bulgarisch нос Атанасова nos Atanassowa) ist eine 450 m lange Landspitze an der Nordküste der Livingston-Insel im Archipel der Südlichen Shetlandinseln. Sie ragt 2,4 km östlich des Kuklen Point, 5,7 km südwestlich des Siddins Point, 3,27 km westlich bis südlich des Lukovit Point, 8 km nordwestlich des Ereby Point und 10,2 km nordnordöstlich des Hannah Point in die Hero Bay hinein.
Bulgarische Wissenschaftler kartierten sie 2005, 2009 und 2017. Die bulgarische Kommission für Antarktische Geographische Namen benannte sie 2017 nach Zwetelina Atanassowa (1960–2018), die ab 2009 an mehreren bulgarischen Forschungskampagnen in der Antarktis teilgenommen hatte.